# Grochówek
Grochówek – wieś w Polsce położona w województwie łódzkim, w powiecie kutnowskim, w gminie Nowe Ostrowy. Oddalona jest około 8 km od Kutna. 
W latach 1975–1998 miejscowość administracyjnie należała do województwa płockiego.
Inne miejscowości o nazwie Grochów: Grochów, Grochowo, Grochów Szlachecki, Grochówka